# Cervantes (cràter)
Cervantes és un cràter d'impacte en el planeta Mercuri de 213,16 km de diàmetre, situat a prop de Bernini i Van Gogh. Porta el nom de l'escriptor espanyol Miguel de Cervantes Saavedra (1547-1616), i el seu nom va ser aprovat per la Unió Astronòmica Internacional el 1976.